# Drymeia inaequalis
Drymeia inaequalis är en tvåvingeart som först beskrevs av Malloch 1922.  Drymeia inaequalis ingår i släktet Drymeia och familjen husflugor. Inga underarter finns listade i Catalogue of Life.